# Kategoria e Parë 1964-1965
La Kategoria e Parë 1964-1965 fu la 27ª edizione della massima serie del campionato albanese di calcio disputato tra il settembre 1964 e il 20 giugno 1965 e concluso con la vittoria del 17 Nëntori, al suo settimo titolo.
Capocannoniere del torneo fu Robert Jashari (Partizani Tirana) con 14 reti.

## Formula
Come nella passata stagione le squadre partecipanti furono 12 e disputarono un turno di andata e ritorno per un totale di 22 partite.
L'ultima classificata retrocedette in Kategoria e Dytë mentre la penultima disputò uno spareggio contro la seconda classificata della seconda serie per l'ultimo posto disponibile nella stagione successiva.
La vincente si qualificò alla Coppa dei Campioni 1964-1965.

## Squadre
| Squadra             | Città    | Stadio | Stagione 1963-1964 |
| ------------------- | -------- | ------ | ------------------ |
| Skënderbeu          | Coriza   |        | 9°                 |
| Labinoti            | Elbasan  |        | 4°                 |
| 17 Nëntori          | Tirana   |        | 6°                 |
| KF Partizani Tirana | Tirana   |        | Campione d'Albania |
| Dinamo Tirana       | Tirana   |        | 2°                 |
| Flamurtari          | Valona   |        | 5°                 |
| Besa Kavajë         | Kavajë   |        | 3°                 |
| Vllaznia            | Scutari  |        | 11°                |
| Tomori              | Berat    |        | 8°                 |
| Traktori            | Lushnjë  |        | 10°                |
| Lokomotiva          | Durazzo  |        | 7°                 |
| Ylli i Kuq          | Pogradec |        | Kategoria e Dytë   |

## Classifica finale
|                    | Pos. | Squadra     | Pt | G  | V  | N | P  | GF | GS | DR  |
| ------------------ | ---- | ----------- | -- | -- | -- | - | -- | -- | -- | --- |
| Albania (bandiera) | 1.   | 17 Nëntori  | 31 | 22 | 13 | 5 | 4  | 42 | 20 | +22 |
|                    | 2.   | Partizani   | 30 | 22 | 11 | 8 | 3  | 31 | 15 | +16 |
|                    | 3.   | Dinamo      | 30 | 22 | 12 | 6 | 4  | 36 | 21 | +15 |
|                    | 4.   | Besa Kavajë | 29 | 22 | 12 | 5 | 5  | 33 | 21 | +12 |
|                    | 5.   | Lokomotiva  | 28 | 22 | 12 | 4 | 6  | 24 | 14 | +10 |
|                    | 6.   | Flamurtari  | 21 | 22 | 6  | 9 | 7  | 27 | 25 | +2  |
|                    | 7.   | Traktori    | 19 | 22 | 5  | 9 | 8  | 27 | 29 | -2  |
|                    | 8.   | Vllaznia    | 19 | 22 | 8  | 3 | 11 | 27 | 31 | -4  |
|                    | 9.   | Tomori      | 19 | 22 | 6  | 7 | 9  | 18 | 26 | -8  |
|                    | 10.  | Labinoti    | 19 | 22 | 6  | 7 | 9  | 20 | 31 | -11 |
|                    | 11.  | Skënderbeu  | 17 | 22 | 4  | 9 | 9  | 16 | 29 | -13 |
|                    | 12.  | Ylli i Kuq  | 2  | 22 | 0  | 2 | 20 | 6  | 45 | -39 |

Legenda:

      Campione d'Albania
      Retrocesso in Kategoria e Dytë
Note:

Due punti a vittoria, uno a pareggio, zero a sconfitta.

## Verdetti
- Campione: 17 Nëntori
- Qualificata alla Coppa dei Campioni: 17 Nëntori
- Retrocessa in Kategoria e Dytë: Ylli i Kuq